# Ponteranica
Ponteranica ist eine norditalienische Gemeinde (comune) mit 6701 Einwohnern (Stand 31. Dezember 2023) in der Provinz Bergamo in der Lombardei. Sie grenzt direkt an die Provinzhauptstadt Bergamo. Durch das Gemeindegebiet führt die Strada Statale 470.

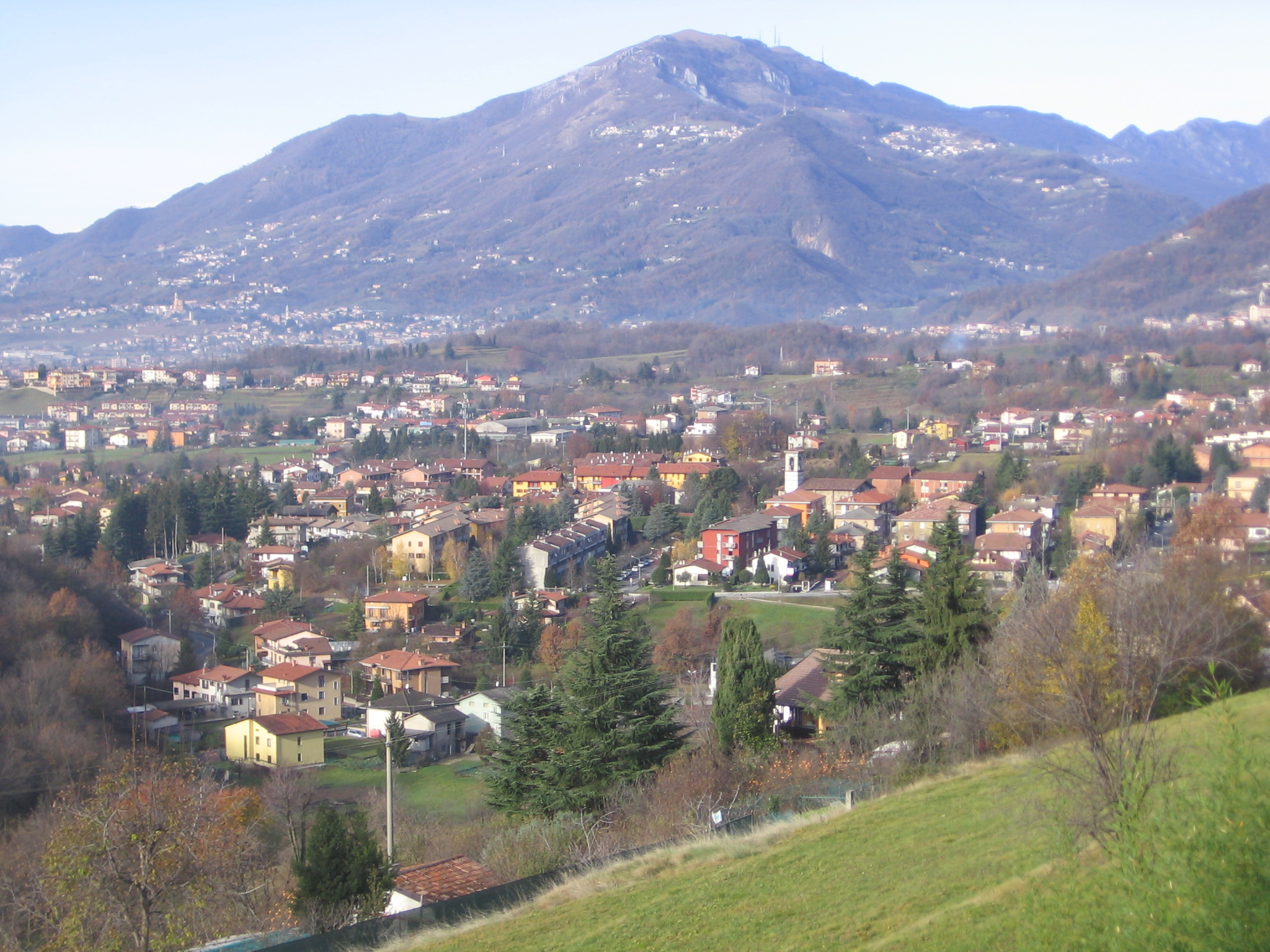
Blick auf Ponteranica

Ponteranica liegt am Maresena, einer kleinen Erhebung (früher Monte Torsillio). Das vor allem mit Kastanien bewaldete Gebiet gehört zum Parco dei Colli di Bergamo. Im Gemeindegebiet entspringt das Flüsschen Morla.
Ponteranica war bereits als langobardische Siedlung (Poltraniga) bekannt.
Ein Bauwerk von größerer Bedeutung ist die Kirche der Heiligen Vinzenz und Alexander, die im 15. Jahrhundert errichtet wurde.
In ihr sind Malereien des Künstlers Lorenzo Lotto aus den Jahren 1525/27 erhalten.

## Söhne und Töchter der Gemeinde
- Augusto Taiocchi (1950–2010), Motorradrennfahrer

## Andere mit Ponteranica verbundene Persönlichkeiten
- Simone Moro (* 1967), Extrembergsteiger